# Maria Nilsson Thore
Maria Nilsson Thore (ur. 17 września 1975 w Täby) – szwedzka ilustratorka i autorka książek dla dzieci.
W Polsce książki z jej ilustracjami publikuje Wydawnictwo Zakamarki. 
| Lp. | Tytuł polski           | Tytuł oryginalny        | Rok pierwszego wydania w Szwecji | Rok pierwszego wydania w Polsce | Autor           | Tłumaczenie       | Wydawca               | ISBN              |
| --- | ---------------------- | ----------------------- | -------------------------------- | ------------------------------- | --------------- | ----------------- | --------------------- | ----------------- |
| 1   | Dziwne zwierzęta       | Konstiga djur           | 2011                             | 2012                            | Lotta Olsson    | Agnieszka Stróżyk | Wydawnictwo Zakamarki | 978-83-7776-016-1 |
| 2   | Inna podróż            | En annan resa           | 2012                             | 2013                            | Lotta Olsson    | Agnieszka Stróżyk | Wydawnictwo Zakamarki | 978-83-7776-038-3 |
| 3   | Sens życia             | Meningen med livet      | 2013                             | 2014                            | Lotta Olsson    | Agnieszka Stróżyk | Wydawnictwo Zakamarki | 978-83-7776-063-5 |
| 4   | Sam w domu             | Lämnad ensam            | 2015                             | 2016                            | Lotta Olsson    | Agnieszka Stróżyk | Wydawnictwo Zakamarki | 978-83-7776-121-2 |
| 5   | Maskarada              | Något lurt              | 2016                             | 2018                            | Lotta Olsson    | Agnieszka Stróżyk | Wydawnictwo Zakamarki | 978-83-7776-160-1 |
| 6   | Prezent dla Cebulki    | God Jul, Lilla Lök      | 2014                             | 2014                            | Frida Nilsson   | Agnieszka Stróżyk | Wydawnictwo Zakamarki | 978-83-7776-085-7 |
| 6   | Zwierzątko dla Pellego | Ett litet djur åt Pelle | 1964                             | 2023                            | Astrid Lindgren | Maria Olszańska   | Wydawnictwo Zakamarki | 978-83-7776-247-9 |

W 2023 roku ukazała się pierwsza w Polsce autorska książka Marii Nilsson Thore - Własna sfora (tyt. oryg. En egen flock), tłum. Agnieszka Stróżyk, Wydawnictwo Zakamarki, ISBN 978-83-7776-238-7